# Mercato dei tessuti (Tournai)
Il Mercato dei Tessuti, in francese Halle aux Draps è un edificio storico di Tournai, in Belgio.
Ubicato sul lato meridionale della Grand' Place, venne costruito nel 1610 come sede del mercato dei tessuti.

## Storia e architettura
Un primo edificio di legno venne costruito in questo luogo nel XIII secolo in seguito all'intervento del vescovo di Tournai, Gautier de Marvis. La città che aveva violato il diritto di asilo del capitolo della cattedrale, incapace di pagare la multa, fu costretta a cedere degli edifici alla Chiesa.
Nel 1606 si verificò una forte tempesta che distrusse l'edificio ligneo. Venne ricostruito fra il 1610 e il 1611 dal mastro muratore Quentin Rat, che si avvalse del progetto del pittore Jacques Van den Steen. L'edificio si caratterizza da uno stile composito, tipico del Manierismo nelle Fiandre. Il piano terra presenta archi ogivali ancora gotici, le finestre sono tipicamente rinascimentali, mentre i frontoni laterali e gli abbaini appaiono già in veste barocca. Nel 1616 venne realizzato il cortile a gallerie sovrapposte di influsso italiano.
Nel 1881 il tetto crollò, ma fu ricostruito uguale al precedente. Anche nel 1940, durante la Seconda guerra mondiale, il mercato dei tessuti venne gravemente danneggiato da bombe incendiarie e successivamente restaurato.
Oggi ospita mostre e altri eventi ricorrenti come la mostra gastronomica "La Halle gourmande".